# Подгоре (община Копер)
Вижте пояснителната страница за други значения на Подгоре.
Подгоре (на словенски: Podgorje) е село в Словения, Обално-крашки регион, община Копер. Според Националната статистическа служба на Република Словения през 2002 г. селото има 152 жители.